# Marko Milun
Marko Milun (28 de octubre de 1996) es un deportista croata que compite en boxeo. En los Juegos Europeos de Minsk 2019 obtuvo una medalla de bronce en la categoría de +91 kg.

## Palmarés internacional
| Juegos Europeos | Juegos Europeos     | Juegos Europeos   | Juegos Europeos |
| Año             | Lugar               | Medalla           | Categoría       |
| --------------- | ------------------- | ----------------- | --------------- |
| 2019            | Minsk (Bielorrusia) | Medalla de bronce | +91 kg          |